# The Broad
The Broad est un musée d'art contemporain situé dans le quartier de Downtown à Los Angeles aux États-Unis. Il est nommé en l'honneur de Eli Broad et Edythe Broad, qui sont les principaux financeurs du musée.
Le projet a fait l'objet d'un concours d'architecture en 2010. 6 équipes ont été présélectionnées : Office for Metropolitan Architecture ; Herzog & de Meuron ; Christian de Portzamparc ; SANAA ; Diller Scofidio + Renfro. Le lauréat a été l'agence Diller Scofidio + Renfro, qui a mis en avant un projet d'un coût de 140 millions de dollars.
La galerie de la collection permanente est en accès gratuit.

## Histoire
En 2008, Eli et Edythe Broad et the Broad Art Foundation ont commencé à étudier différents sites pour l'implantation d'un musée pour leur collection d'art. En novembre 2008, une nouvelle fait surface sur le fait qu'Eli Broad se serait rapproché de la ville de Beverly Hills pour la construction du musée. En janvier 2010, Eli Broad révèle qu'il envisageait une parcelle de 10 ares sur le campus du West Los Angeles College à Culver City. Pendant ce temps, en mars 2010, le conseil de la ville de Santa Monica valide un accord de principe pour louer un terrain de 2,5 ares possédé par la ville à côté du Santa Monica Civic Auditorium.
En août 2010, Eli Broad annonce officiellement que le musée se construira dans le quartier de Downtown à Los Angeles.
En février 2015, Eli et Edythe Broad font une présentation publique du nouveau bâtiment qui attire près de 3500 visiteurs.
Le musée ouvre le 20 septembre 2015. Parmi les premiers visiteurs se trouvent Bill Clinton, Reese Witherspoon, Matthew Perry, Heidi Klum, Larry King et d'autres.

## Collections
- Jean-Michel Basquiat : Horn Players (1983)
- Barbara Kruger : Untitled (Your Body Is a Battleground) (1989)
- Roy Lichtenstein : I… I'm Sorry! (1965-1966)